# Лейк-Харбор
Лейк-Харбор (англ. Lake Harbor) — статистически обособленная местность, расположенная в округе Палм-Бич (штат Флорида, США) с населением в 195 человек по статистическим данным переписи 2000 года.

## География
По данным Бюро переписи населения США статистически обособленная местность Лейк-Харбор имеет общую площадь в 3,37 квадратного километра, водных ресурсов в черте населённого пункта не имеется.
Статистически обособленная местность Лейк-Харбор расположена на высоте 4 м над уровнем моря.

## Демография
По данным переписи населения 2000 года в Лейк-Харбор проживало 195 человек, 44 семьи, насчитывалось 65 домашних хозяйств и 118 жилых домов. Средняя плотность населения составляла около 57,86 человека на один квадратный километр. Расовый состав населённого пункта распределился следующим образом: 41,54 % белых, 42,56 % — чёрных или афроамериканцев, 3,08 % — азиатов, 10,77 % — представителей смешанных рас, 2,05 % — других народностей. Испаноговорящие составили 6,67 % от всех жителей статистически обособленной местности.
Из 65 домашних хозяйств в 32,3 % воспитывали детей в возрасте до 18 лет, 50,8 % представляли собой совместно проживающие супружеские пары, в 12,3 % семей женщины проживали без мужей, 32,3 % не имели семей. 24,6 % от общего числа семей на момент переписи жили самостоятельно, при этом 4,6 % составили одинокие пожилые люди в возрасте 65 лет и старше. Средний размер домашнего хозяйства составил 3,00 человека, а средний размер семьи — 3,55 человека.
Население статистически обособленной местности по возрастному диапазону по данным переписи 2000 года распределилось следующим образом: 29,2 % — жители младше 18 лет, 5,1 % — между 18 и 24 годами, 32,8 % — от 25 до 44 лет, 22,6 % — от 45 до 64 лет и 10,3 % — в возрасте 65 лет и старше. Средний возраст жителей составил 39 лет. На каждые 100 женщин в Лейк-Харбор приходилось 105,3 мужчины, при этом на каждые сто женщин 18 лет и старше приходилось 106,0 мужчины также старше 18 лет.
Средний доход на одно домашнее хозяйство статистически обособленной местности составил 35 208 долларов США, а средний доход на одну семью — 31 250 долларов. При этом мужчины имели средний доход в 36 458 долларов США в год против 16 250 долларов среднегодового дохода у женщин. Доход на душу населения статистически обособленной местности составил 35 208 долларов в год. Все семьи имели доход, превышающий уровень бедности, 9,7 % от всей численности населения находилось на момент переписи населения за чертой бедности, при том все жители младше 18 и старше 65 лет имели совокупный доход, превышающий прожиточный минимум.